# A Triumph for Man
A Triumph for Man es el álbum debut de la banda danesa de indie rock Mew, lanzado en abril de 1997 por la discográfica de la misma nacionalidad de la banda llamada Exlibris Musik.
Solo 2,000 copias del álbum fueron creados al principio y los precios de una copia original son arriba de US$200 en el sitio de subastas eBay.
El 18 de septiembre de 2006, A Triumph for Man fue relanzado con un CD bonus que contiene demos, y versiones acústicas de sus canciones.

## Lista de canciones
1. "Wheels over Me" – 2:33
2. "Beautiful Balloon" – 4:27
3. "Wherever" – 5:56
4. "Panda" – 4:11
5. "Then I Run" – 3:53
6. "Life Is Not Distant" – 1:08
7. "No Shadow Kick" – 3:06
8. "Snowflake" – 3:30
9. "She Came Home for Christmas" – 4:54
10. "Pink Monster" – 0:46
11. "I Should Have Been a Tsin-Tsi (for You)" – 2:19
12. "How Things Turn out to Be" – 0:44
13. "Web" – 4:34
14. "Coffee Break" – 4:37

## Canciones del Disco Bonus relanzado
1. "Studio Snippet #1" – 0:31
2. "Say You're Sorry" (ATFM Session) – 6:09
3. "Beautiful Balloon" (acoustic) – 4:15
4. "Web" (demo) – 5:42
5. "Chinese Gun" (demo) – 3:06
6. "Studio Snippet #2" – 0:30
7. "I Should Have Been a Tsin-Tsi (For You)" (demo) – 1:43
8. "Wheels over Me" (demo) – 2:48
9. "Superfriends" (demo) – 4:40

## Sencillos
Mew solo lanzó dos singles para promocionar su álbum debut: "She Came Home for Christmas" y "I Should Have Been a Tsin-Tsi (For You)", siendo este último un sencillo promocional lanzado en marzo de 1997, antes del lanzamiento oficial del álbum.
| Año  | Título                                    |
| ---- | ----------------------------------------- |
| 1997 | "I Should Have Been A Tsin-Tsi (For You)" |
| 1997 | "She Came Home for Christmas"             |